# Кереп
Кереп (исп. Río Kerep) или Гауя (исп. Río Gauya) — река в венесуэльском штате Боливар. Река Кереп является продолжением водопада Анхель. Впадает в реку Чурун.
В 1955 году латвийский естествоиспытатель Александр Лайме открыл реку Кереп. Название реки было присвоено в честь латвийской реки Гауя. Официально название реки Александр опубликовал 18 ноября 1955 года в журнале El Nacional. В том же году это имя было зарегистрировано в Национальном картографическом учреждении Венесуэлы. Нет убедительных доказательств того, что коренные жители Пемон (Pemon) давали название местным рекам, поскольку Анхель считался опасным местом и не посещался коренными народами.